# نماد کبوتر

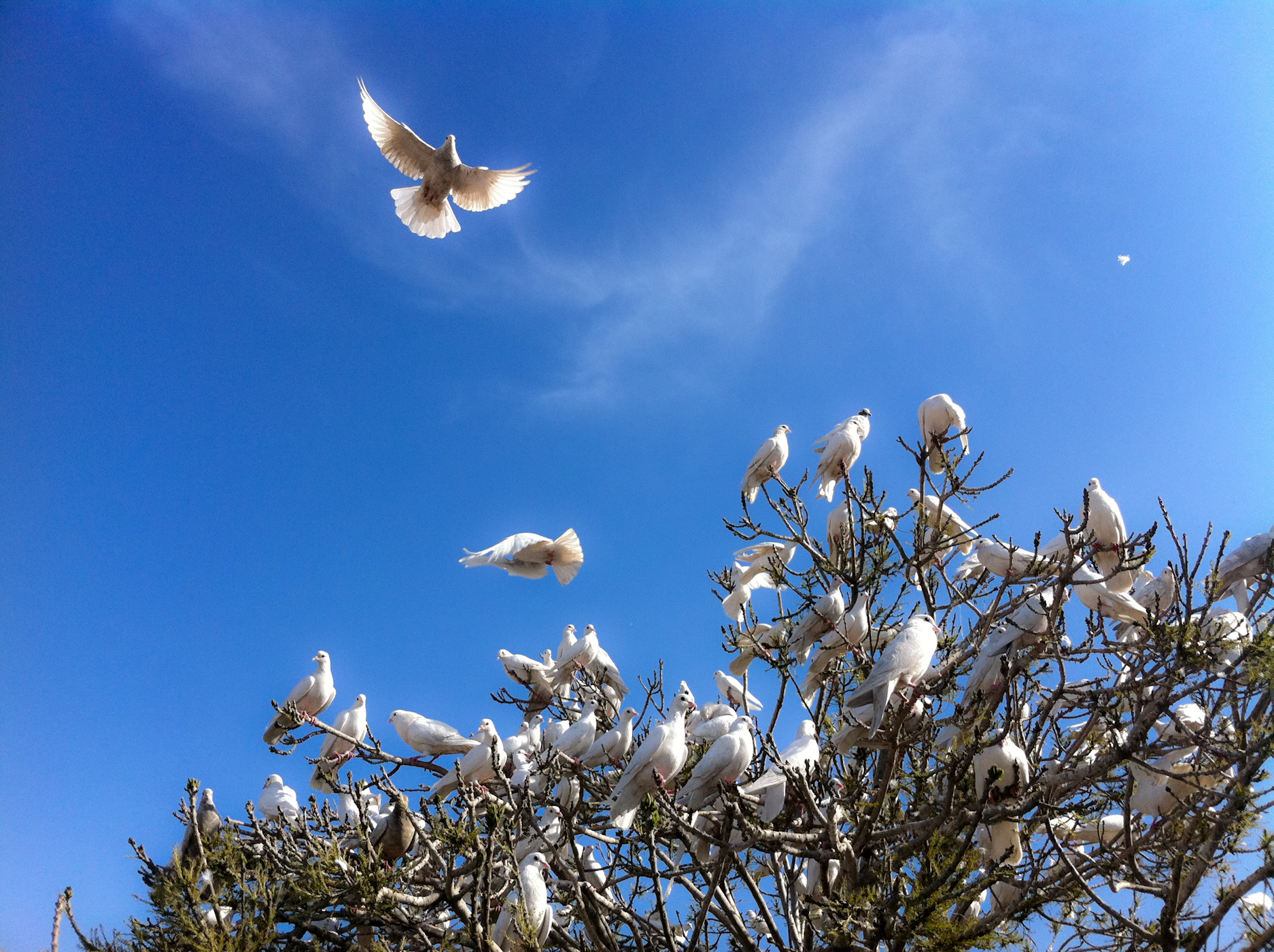
کبوترهای سفید در مسجد آبی، مزار شریف

کبوترها که معمولاً کبوترهای اهلی سفیدرنگ هستند، در بسیاری از مکان‌ها به عنوان نماد صلح، آزادی یا عشق استفاده می‌شوند. کبوترها در نمادهای یهودیت، مسیحیت، اسلام و بت‌پرستی و گروه‌های نظامی و صلح‌جویی ظاهر می‌شوند.

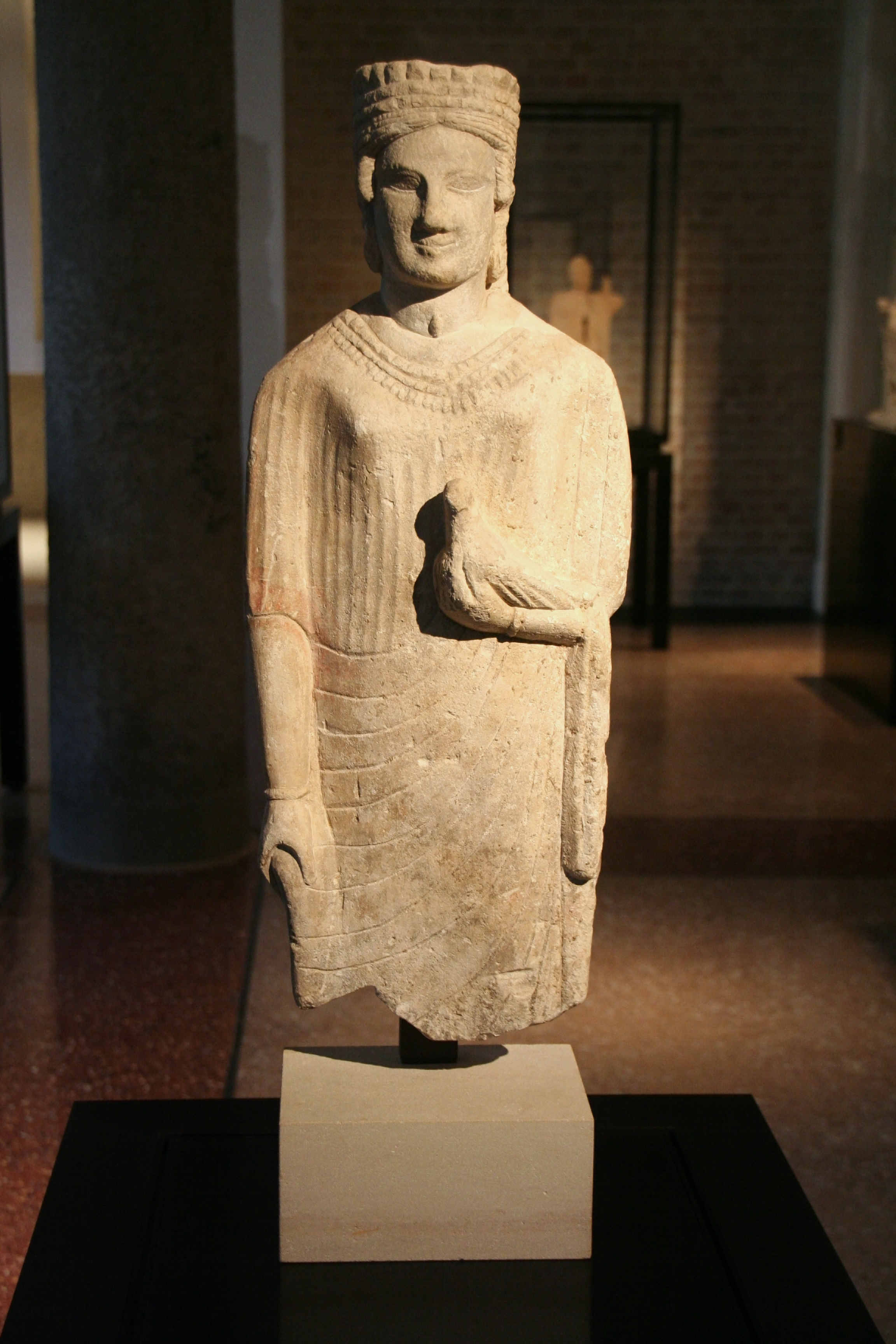
مجسمه آفرودیت از قبرس در آغاز سدهٔ پنجم پیش از میلاد، که او را با تاج استوانه‌ای و کبوتری در دست نشان می‌دهد.

در بین‌النهرین باستان، کبوترها نمادهای جانوری برجسته اینانا-ایشتر، الهه عشق، میل جنسی و جنگ بودند. کبوترها در آغاز هزاره سوم پیش از میلاد بر روی اشیاء مذهبی مرتبط با اینانا نشان داده شده‌اند. مجسمه‌های کبوتر سربی در معبد ایشتار در آشور کشف شد که مربوط به سدهٔ سیزدهم پیش از میلاد است، و نقاشی دیواری نقاشی‌شده از ماری، سوریه، کبوتری غول‌پیکر را نشان می‌دهد که از درخت نخل در معبد ایشتار بیرون آمده است، نشان می‌دهد. که گاهی اعتقاد بر این بود که خود الهه به شکل کبوتر است.
در شام باستان از کبوترها به عنوان نماد الهه مادر کنعانی اشیره استفاده می‌شد.

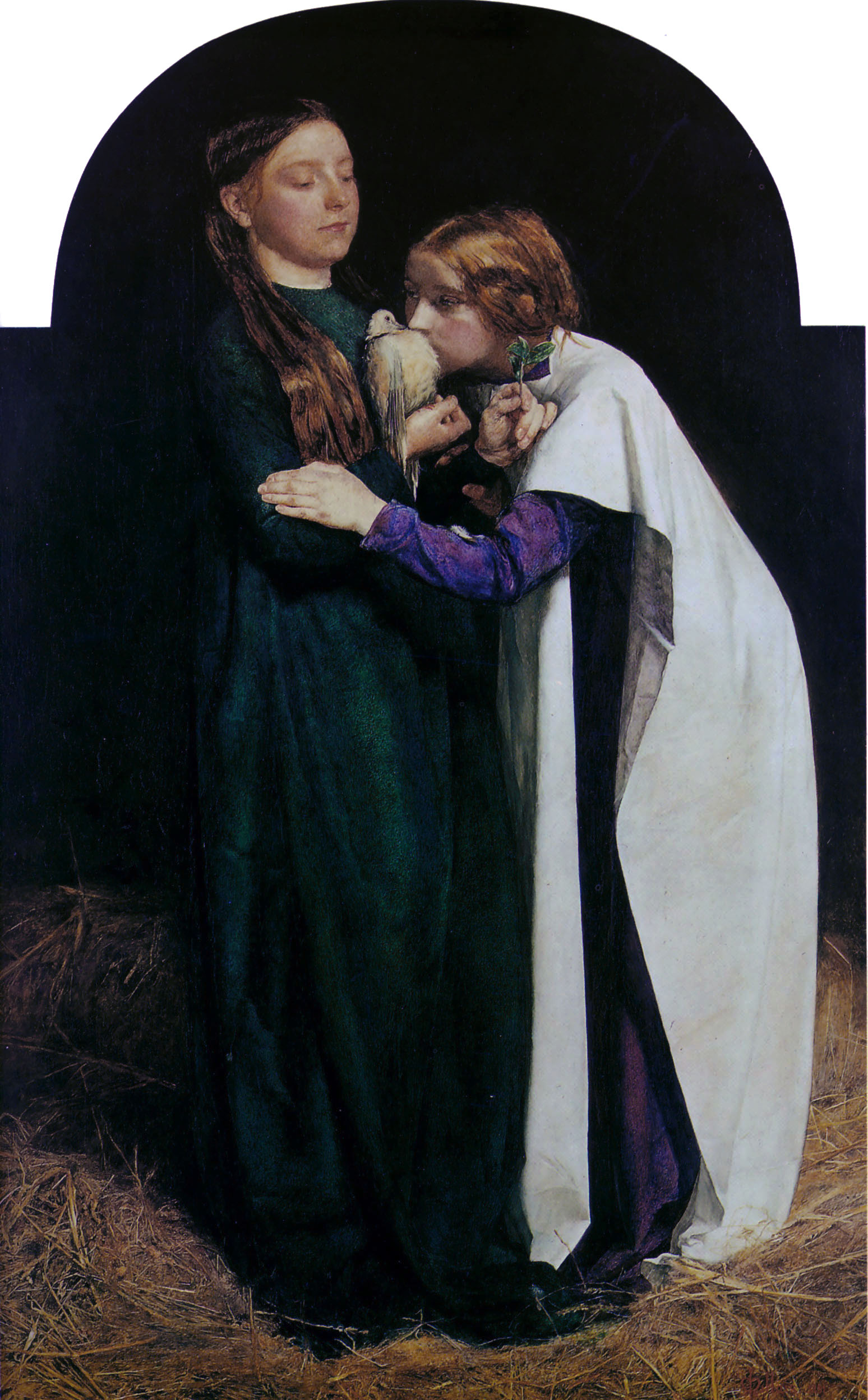
جان اورت میلی: بازگشت کبوتر به کشتی (۱۸۵۱)

تلمود روح خدا را که بر فراز آب‌ها شناور است، با کبوتری که بر فراز بچه‌هایش شناور است مقایسه می‌کند.

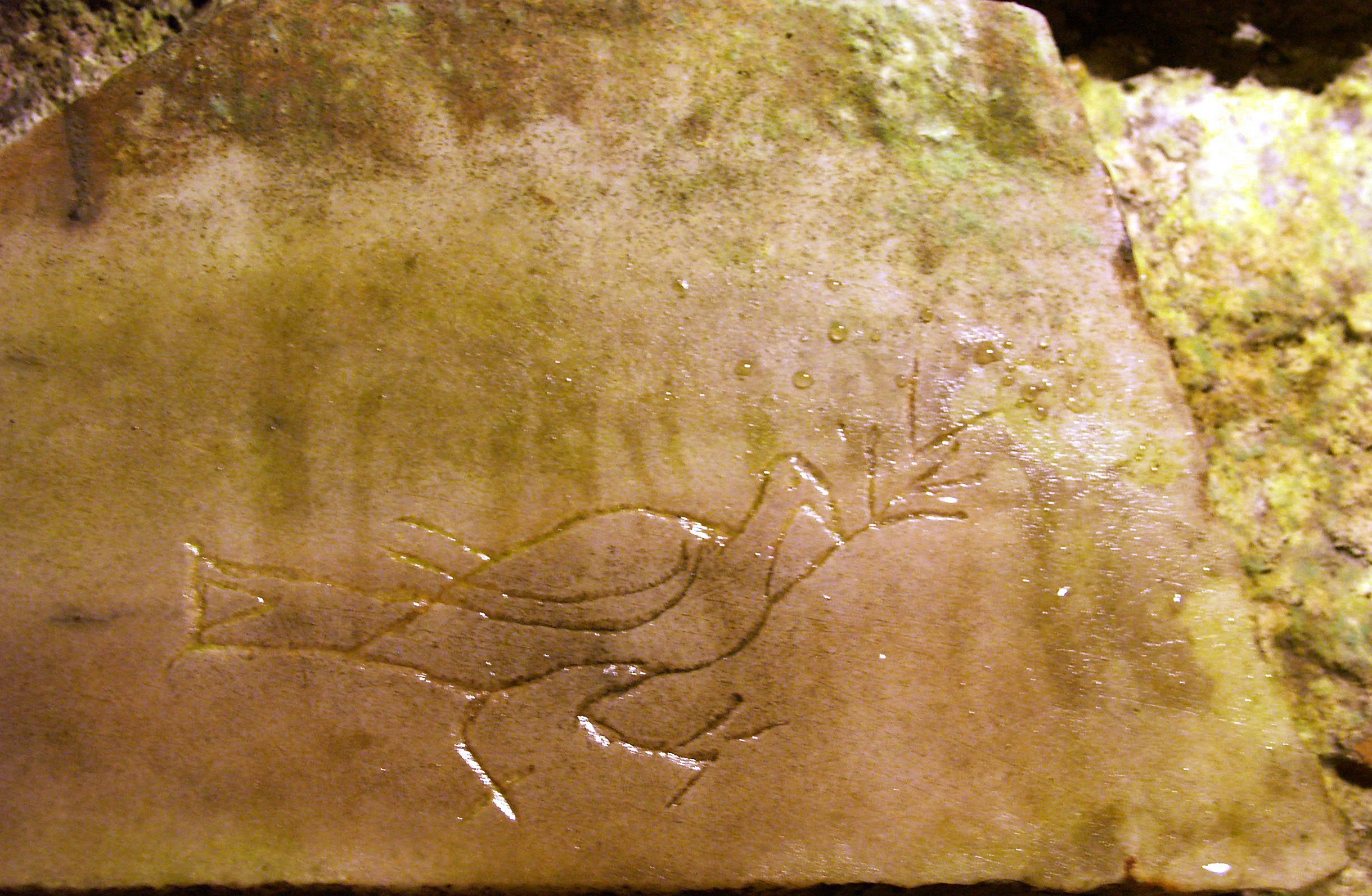
کبوتری با شاخه زیتون، دخمه‌های Domitilla، رم

تصویر کبوتر سفید با شاخه زیتون در نشان اسقف‌نشین تامپره

استفاده از کبوتر و شاخه زیتون به عنوان نماد صلح از مسیحیان اولیه سرچشمه می‌گیرد که عمل غسل تعمید را همراه با کبوتری که شاخهٔ زیتون را در منقار خود گرفته بود، به تصویر می‌کشیدند و همچنین از این تصویر بر روی آرامگاه‌های خود نیز استفاده می‌کردند.
در شمایل‌نگاری مسیحی، کبوتر همچنین نماد روح‌القدس است، با اشاره به متی ۳:۱۶ و لوقا ۳:۲۲ که در آن روح‌القدس در غسل تعمید عیسی با کبوتر مقایسه می‌شود.

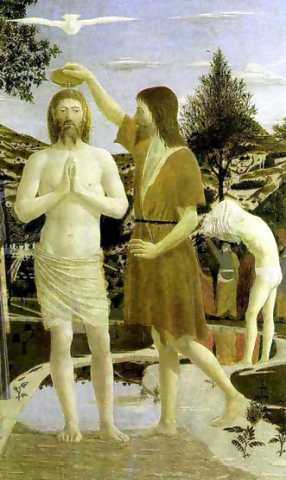
تعمید مسیح، اثر فرانچسکا، ۱۴۴۹

## مندائیسم
در مندائیسم، کبوترهای سفید، که در مندایی به عنوان ba شناخته می‌شوند، نماد روح (روحا در مندایی) هستند. قربانی کبوترهای سفید نیز در برخی از آئین‌های مندایی مانند طاباته مسیقتا انجام می‌شود.

## اسلام
کبوترها و خانواده کبوترها به‌طور کلی مورد احترام و لطف هستند، زیرا اعتقاد بر این است که آنها به آخرین پیامبر اسلام، محمد (ص) کمک کرده‌اند تا توجه تعقیب‌کنندگان خود را در بیرون از غار ثور در هجرت بزرگ را منحرف کنند. هنگامی که پیامبر به درون غار پناه برد، یک جفت کبوتر و یک عنکبوت فرستادند تا در ورودی غار مستقر شوند. عنکبوت تار می‌سازد و کبوترها لانهای می‌سازند که در آن تخم می‌گذارند. بدین ترتیب، تعقیب‌کنندگان پیامبر پنداشتند که چون هر دو جانور در صورت بروز هر گونه اغتشاشی، در آنجا مستقر نمی‌شدند، پیامبر و یارانش ابوبکر نمی‌توانستند به آنجا پناه ببرند و آنها را از اسارت در امان بدارند.

## صلح و صلح‌جویی در سیاست

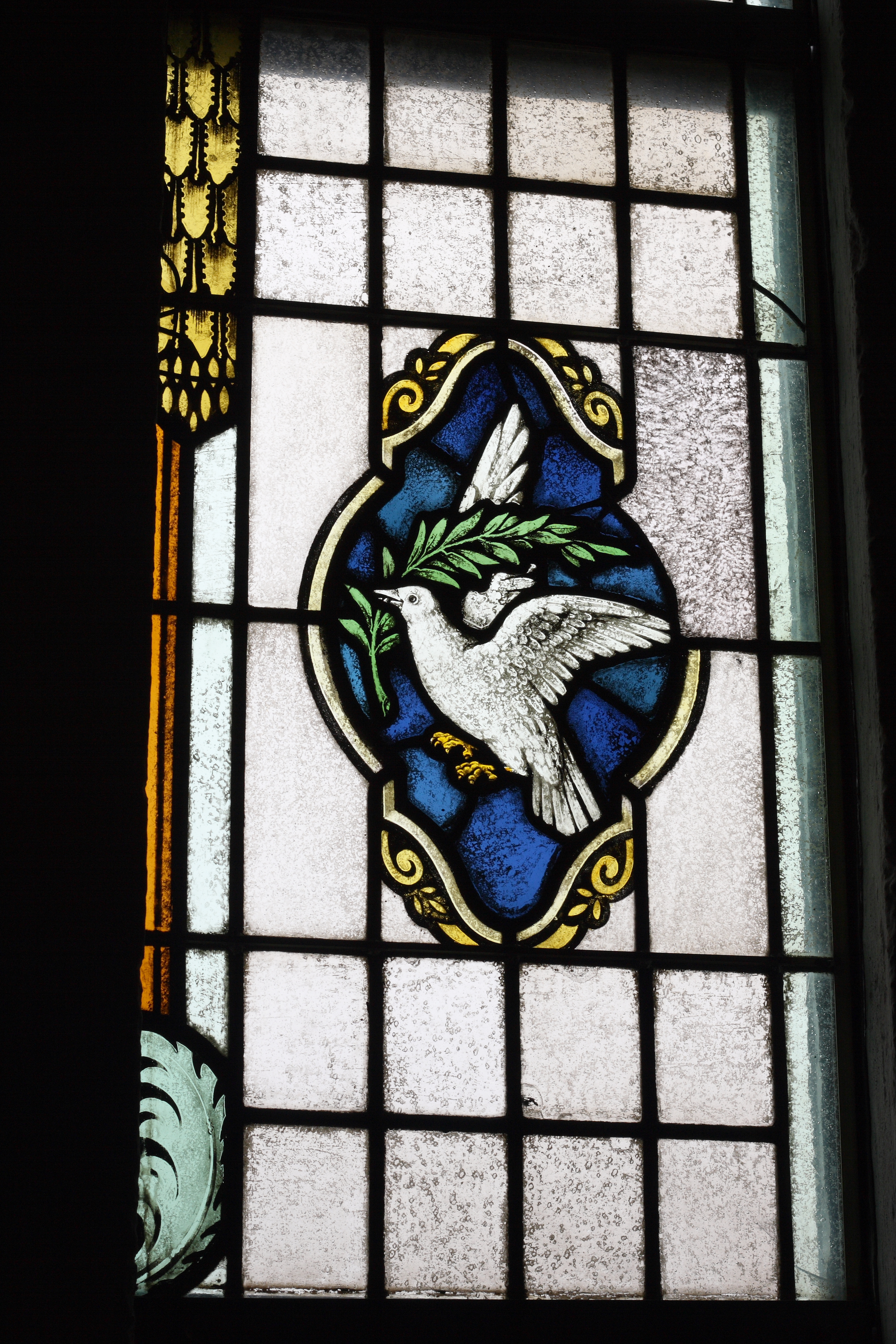
کبوتر سفید با شاخه زیتون، پنجره شیشه‌ای رنگارنگ در کلیسای دنیس و سنت سباستین در کروفت، آلمان

کبوتر اغلب با مفهوم صلح و صلح همراه است. آنها اغلب در کاریکاتورهای سیاسی، بر روی بنرها و علائم در رویدادهای ترویج صلح (مانند بازی‌های المپیک، در تظاهرات مختلف ضدجنگ/ضدخشونت و غیره) و در ادبیات صلح‌جویانه پدیدار می‌شوند. از فردی که صلح‌جو است، گاهی به عنوان کبوتر نیز یاد می‌شود (به‌طور مشابه، در سیاست آمریکا، فردی که از استفاده از منابع نظامی در مقابل دیپلماسی دفاع می‌کند، می‌تواند به عنوان باز جنگ‌طلب یاد شود).